# Crocota ostrogovichi
Crocota ostrogovichi là một loài bướm đêm trong họ Geometridae.